# ニコ・プライス
ニコ・プライス（Niko Price、1989年9月29日 - ）は、アメリカ合衆国の男性総合格闘家。フロリダ州ケープコーラル出身。ヴィッケリー柔術/シンジケート・ボクシング・クラブ所属。

## 来歴
マリナー高校時代にはアメリカンフットボールのラインバッカーとして活躍し、高校卒業後にキックボクシングを始める。2008年から総合格闘技のトレーニングを始め、2012年にプロ総合格闘技デビュー。

### UFC
2016年12月30日、UFC初参戦となったUFC 207でブランドン・ザッチと対戦し、肩固めで1R一本勝ち。
2017年2月4日、UFC Fight Night: Bermudez vs. Korean Zombieでアレックス・モロノと対戦し、右フックで2RKO勝ちを収めたが、薬物検査でプライスからマリファナの陽性反応が出たため、ノーコンテストに裁定が変更された。
2017年8月5日、UFC Fight Night: Pettis vs. Morenoでアラン・ジョウバンと対戦し、右ストレートでダウンを奪いパウンドで1RTKO勝ち。パフォーマンス・オブ・ザ・ナイトを受賞した。
2018年7月14日、UFC Fight Night: dos Santos vs. Ivanovでランディ・ブラウンと対戦し、ボトムポジションからの鉄槌連打で2RKO勝ち。パフォーマンス・オブ・ザ・ナイトを受賞した。
2019年3月9日、UFC Fight Night: Lewis vs. dos Santosでティム・ミーンズと対戦し、右フックでダウンを奪いパウンドで1RKO勝ち。パフォーマンス・オブ・ザ・ナイトを受賞した。
2019年10月12日、UFC Fight Night: Joanna vs. Watersonでジェームズ・ヴィックと対戦し、ボトムポジションからの蹴り上げで1RKO勝ち。パフォーマンス・オブ・ザ・ナイトを受賞した。
2020年5月9日、UFC 249でウェルター級ランキング13位のビセンテ・ルケと再戦し、ドクターストップで3RTKO負け。
2020年9月19日、UFC Fight Night: Covington vs. Woodleyでドナルド・セラーニと対戦し、0-1の判定ドローとなったが、薬物検査でプライスからマリファナの陽性反応が出たため、ノーコンテストに裁定が変更された。

## 人物・エピソード
- 既婚者であり、5人の子供がいる。

## 戦績
| 総合格闘技 戦績 | 総合格闘技 戦績 | 総合格闘技 戦績 | 総合格闘技 戦績 | 総合格闘技 戦績 | 総合格闘技 戦績 | 総合格闘技 戦績 |
| --------------- | --------------- | --------------- | --------------- | --------------- | --------------- | --------------- |
| 27 試合         | (T)KO           | 一本            | 判定            | その他          | 引き分け        | 無効試合        |
| 16 勝           | 10              | 3               | 3               | 0               | 0               | 2               |
| 9 敗            | 5               | 2               | 2               | 0               | 0               | 2               |

| 勝敗 | 対戦相手                           | 試合結果                                         | 大会名                                                | 開催年月日     |
| ×    | ジャコビー・スミス                 | 2R 4:03 リアネイキドチョーク                     | UFC 317: Topuria vs. Oliveira                         | 2025年6月28日  |
| ×    | テンバ・ゴリンボ                   | 5分3R終了 判定0-3                                | UFC Fight Night: Royval vs. Taira                     | 2024年10月12日 |
| ○    | アレックス・モロノ                 | 5分3R終了 判定3-0                                | UFC 302: Makhachev vs. Poirier                        | 2024年6月1日   |
| ×    | ロビー・ローラー                   | 1R 0:38 KO（左フック）                           | UFC 290: Volkanovski vs. Rodríguez                    | 2023年7月8日   |
| ×    | フィリップ・ロウ                   | 3R 3:26 TKO（スタンドパンチ連打）                | UFC on ESPN 42: Thompson vs. Holland                  | 2022年12月3日  |
| ○    | アレックス・オリベイラ             | 5分3R終了 判定3-0                                | UFC Fight Night: Santos vs. Walker                    | 2021年10月2日  |
| ×    | ミシェル・ペレイラ                 | 5分3R終了 判定0-3                                | UFC 264: Poirier vs. McGregor 3                       | 2021年7月10日  |
| ー   | ドナルド・セラーニ                 | ノーコンテスト（プライスの薬物検査失格）         | UFC Fight Night: Covington vs. Woodley                | 2020年9月19日  |
| ×    | ビセンテ・ルケ                     | 3R 3:37 TKO（ドクターストップ）                  | UFC 249: Ferguson vs. Gaethje                         | 2020年5月9日   |
| ○    | ジェームズ・ヴィック               | 1R 1:44 KO（ボトムポジションからの蹴り上げ）     | UFC Fight Night: Joanna vs. Waterson                  | 2019年10月12日 |
| ×    | ジェフ・ニール                     | 2R 2:39 TKO（パウンド）                          | UFC 240: Holloway vs. Edgar                           | 2019年7月27日  |
| ○    | ティム・ミーンズ                   | 1R 4:50 KO（右フック→パウンド）                  | UFC Fight Night: Lewis vs. dos Santos                 | 2019年3月9日   |
| ×    | アブドゥル・ラザク・アルハッサン   | 1R 0:43 KO（右フック）                           | UFC 228: Woodley vs. Till                             | 2018年9月8日   |
| ○    | ランディ・ブラウン                 | 2R 1:09 KO（ボトムポジションからの鉄槌連打）     | UFC Fight Night: dos Santos vs. Ivanov                | 2018年7月14日  |
| ○    | ジョージ・サリバン                 | 2R 4:21 リアネイキドチョーク                     | UFC on FOX 27: Jacaré vs. Brunson 2                   | 2018年1月27日  |
| ×    | ビセンテ・ルケ                     | 2R 4:08 ダースチョーク                           | UFC Fight Night: Brunson vs. Machida                  | 2017年10月28日 |
| ○    | アラン・ジョウバン                 | 1R 1:44 TKO（右ストレート→パウンド）             | UFC Fight Night: Pettis vs. Moreno                    | 2017年8月5日   |
| －   | アレックス・モロノ                 | 2R 5:00 ノーコンテスト（プライスの薬物検査失格） | UFC Fight Night: Bermudez vs. Korean Zombie           | 2017年2月4日   |
| ○    | ブランドン・ザッチ                 | 1R 4:30 肩固め                                   | UFC 207: Nunes vs. Rousey                             | 2016年12月30日 |
| ○    | ウィリー・ホッシュ                 | 5分3R終了 判定3-0                                | Fight Time 32                                         | 2016年8月12日  |
| ○    | ホセ・カサレス                     | 1R 1:31 TKO（右膝蹴り→パウンド）                 | Fight Time 30 【FightTimeウェルター級タイトルマッチ】 | 2016年4月22日  |
| ○    | モーリス・サーモン                 | 1R 2:38 TKO（パンチ連打）                        | Fight Time 26 【FightTimeウェルター級タイトルマッチ】 | 2015年7月17日  |
| ○    | マイケル・リリー                   | 2R 1:05 TKO（スタンドパンチ連打）                | Fight Time 23                                         | 2015年2月6日   |
| ○    | ダニーロ・パディーリャ・ダ・シウバ | 1R 0:22 TKO（パンチ連打）                        | Fight Time 21                                         | 2014年11月7日  |
| ○    | デビッド・ヘイズ                   | 1R 3:07 TKO（パンチ連打）                        | Fight Time 20                                         | 2014年8月29日  |
| ○    | マイケルソン・リンドール           | 1R 4:59 TKO（パンチ連打）                        | Fight Time 19                                         | 2014年5月30日  |
| ○    | アレハンドロ・ゴメス               | 1R 2:49 腕ひしぎ十字固め                         | Fight Time 8                                          | 2012年2月17日  |

## 獲得タイトル
- Fight Timeウェルター級王座（2015年）

## 表彰
- UFC パフォーマンス・オブ・ザ・ナイト (4回)